# Rotraxschaats
De Rotrax schaats is een type klapschaats die in 1995 als afstudeerproject ontworpen werd door de toenmalige student industrieel ontwerpen Diederik Hol. De schaats beoogde de schaatsbeweging natuurlijker te maken en verlengde de afzet ten opzichte van de conventionele klapschaats met ongeveer 1,5 cm. De schaats werd in productie genomen door schaatsenfabrikant Raps. Doordat de productiekosten hoog waren en de schaats toch niet echt aansloeg bij schaatsers, doordat de schaats minder stabiel was, werd de productie in het jaar 2000 weer gestopt.